# Liste der Nummer-eins-Hits in Schweden (2019)
Dies ist eine Liste der Nummer-eins-Hits in Schweden im Jahr 2019. Sie basiert auf den offiziellen Single Top 100 und Album Top 60, die im Auftrag der Grammofon Leverantörernas Förening (GLF), einem schwedischen Vertreter der IFPI, erstellt werden.

## Singles
| ← 2018 ← | Liste der Nummer-eins-Hits in Schweden | Liste der Nummer-eins-Hits in Schweden | Liste der Nummer-eins-Hits in Schweden | 2020 →                    |
| \| Zeitraum \| Wo. ges. \| Interpret \| Titel Autor(en) \| Zusätzliche Informationen \| \| (Zeitraum, Wochen auf Platz eins, Interpret, Titel, Autor[en], zusätzliche Informationen) \| \| \| \| \| \| ----------------------------------------------------------------------------------------- \| -------- \| ----------------------------- \| ----------------------------------------------------------------------------------------------------------------------------------------------------------------------- \| ------------------------- \| \| 28. Dezember 2018 – 3. Januar 2019 1 Woche (insgesamt 17) \| 17 \| Wham! \| Last Christmas George Michael \| – \| \| 4. Januar 2019 – 24. Januar 2019 3 Wochen (insgesamt 8) \| 8 \| Lady Gaga & Bradley Cooper \| Shallow Lady Gaga, Andrew Wyatt, Anthony Rossomando, Mark Ronson \| – \| \| 25. Januar 2019 – 7. Februar 2019 2 Wochen \| 2 \| Ariana Grande \| 7 Rings Ariana Grande, Charles Anderson, Kimberly Krysiuk, Michael Foster, Njomza Vitia, Oscar Hammerstein II, Richard Rodgers, Tayla Parx, Tommy Brown, Victoria Monét \| – \| \| 8. Februar 2019 – 14. Februar 2019 1 Woche \| 1 \| Billie Eilish \| Bury a Friend Billie O’Connell, Finneas O’Connell \| – \| \| 15. Februar 2019 – 7. März 2019 3 Wochen \| 3 \| Einár \| Katten i trakten \| – \| \| 8. März 2019 – 4. April 2019 4 Wochen \| 4 \| John Lundvik \| Too Late for Love John Lundvik, Anderz Wrethov, Andreas Stone Johansson \| – \| \| 5. April 2019 – 11. April 2019 1 Woche \| 1 \| Hov1 \| Vindar på Mars \| – \| \| 12. April 2019 – 16. Mai 2019 5 Wochen \| 5 \| Avicii feat. Aloe Blacc \| SOS Albin Nedler, Kristoffer Fogelmark, Tim Bergling, Tameka Cottle, Kandi Burruss, Kevin Briggs \| – \| \| 17. Mai 2019 – 23. Mai 2019 1 Woche (insgesamt 4) \| 4 \| Ed Sheeran & Justin Bieber \| I Don’t Care Ed Sheeran, Justin Bieber, Max Martin, Shellback, Jason Boyd, Fred Gibson \| – \| \| 24. Mai 2019 – 30. Mai 2019 1 Woche \| 1 \| Hov1 & Veronica Maggio \| Hornstullsstrand \| – \| \| 31. Mai 2019 – 13. Juni 2019 2 Wochen (insgesamt 4) \| 4 \| Ed Sheeran & Justin Bieber \| I Don’t Care Ed Sheeran, Justin Bieber, Max Martin, Shellback, Poo Bear, Fred Gibson \| – \| \| 14. Juni 2019 – 27. Juni 2019 2 Wochen \| 2 \| Einár \| Forsta klass \| – \| \| 28. Juni 2019 – 4. Juli 2019 1 Woche (insgesamt 4) \| 4 \| Ed Sheeran & Justin Bieber \| I Don’t Care Ed Sheeran, Justin Bieber, Max Martin, Shellback, Poo Bear, Fred Gibson \| – \| \| 5. Juli 2019 – 8. August 2019 5 Wochen \| 5 \| Shawn Mendes & Camila Cabello \| Señorita Shawn Mendes, Camila Cabello, Andrew Wotman, Benjamin Levin, Ali Tamposi, Charlotte Emma Aitchison, Jack Patterson, Magnus August Høiberg \| – \| \| 9. August 2019 – 29. August 2019 3 Wochen (insgesamt 9) \| 9 \| Tones and I \| Dance Monkey Toni Watson \| – \| \| 30. August 2019 – 5. September 2019 1 Woche \| 1 \| Einár \| Ni vi skiner \| – \| \| 6. September 2019 – 12. September 2019 1 Woche (insgesamt 9) \| 9 \| Tones and I \| Dance Monkey Toni Watson \| – \| \| 13. September 2019 – 17. Oktober 2019 5 Wochen \| 5 \| Dree Low \| Pippi \| – \| \| 18. Oktober 2019 – 14. November 2019 4 Wochen (insgesamt 9) \| 9 \| Tones and I \| Dance Monkey Toni Watson \| – \| \| 15. November 2019 – 12. Dezember 2019 4 Wochen \| 4 \| Miss Li \| Lev nu dö sen \| – \| \| 13. Dezember 2019 – 19. Dezember 2019 1 Woche (insgesamt 9) \| 9 \| Tones and I \| Dance Monkey Toni Watson \| – \| \| 20. Dezember 2019 – 26. Dezember 2019 1 Woche (insgesamt 2) \| 2 \| Yasin & Dree Low \| XO \| – \| \| 27. Dezember 2019 – 2. Januar 2020 1 Woche (insgesamt 17) \| 17 \| Wham! \| Last Christmas George Michael \| – \| |                                        |                                        | |                           |
| ← 2018 |                                        |                                        | | → 2020 →                  |
| Zeitraum | Wo. ges.                               | Interpret                              | Titel Autor(en) | Zusätzliche Informationen |
| (Zeitraum, Wochen auf Platz eins, Interpret, Titel, Autor[en], zusätzliche Informationen) |                                        |                                        | |                           |
| 28. Dezember 2018 – 3. Januar 2019 1 Woche (insgesamt 17) | 17                                     | Wham!                                  | Last Christmas George Michael | –                         |
| 4. Januar 2019 – 24. Januar 2019 3 Wochen (insgesamt 8) | 8                                      | Lady Gaga & Bradley Cooper             | Shallow Lady Gaga, Andrew Wyatt, Anthony Rossomando, Mark Ronson | –                         |
| 25. Januar 2019 – 7. Februar 2019 2 Wochen | 2                                      | Ariana Grande                          | 7 Rings Ariana Grande, Charles Anderson, Kimberly Krysiuk, Michael Foster, Njomza Vitia, Oscar Hammerstein II, Richard Rodgers, Tayla Parx, Tommy Brown, Victoria Monét | –                         |
| 8. Februar 2019 – 14. Februar 2019 1 Woche | 1                                      | Billie Eilish                          | Bury a Friend Billie O’Connell, Finneas O’Connell | –                         |
| 15. Februar 2019 – 7. März 2019 3 Wochen | 3                                      | Einár                                  | Katten i trakten | –                         |
| 8. März 2019 – 4. April 2019 4 Wochen | 4                                      | John Lundvik                           | Too Late for Love John Lundvik, Anderz Wrethov, Andreas Stone Johansson                                                                                                 | –                         |
| 5. April 2019 – 11. April 2019 1 Woche | 1                                      | Hov1                                   | Vindar på Mars | –                         |
| 12. April 2019 – 16. Mai 2019 5 Wochen | 5                                      | Avicii feat. Aloe Blacc                | SOS Albin Nedler, Kristoffer Fogelmark, Tim Bergling, Tameka Cottle, Kandi Burruss, Kevin Briggs                                                                        | –                         |
| 17. Mai 2019 – 23. Mai 2019 1 Woche (insgesamt 4) | 4                                      | Ed Sheeran & Justin Bieber             | I Don’t Care Ed Sheeran, Justin Bieber, Max Martin, Shellback, Jason Boyd, Fred Gibson                                                                                  | –                         |
| 24. Mai 2019 – 30. Mai 2019 1 Woche | 1                                      | Hov1 & Veronica Maggio                 | Hornstullsstrand | –                         |
| 31. Mai 2019 – 13. Juni 2019 2 Wochen (insgesamt 4) | 4                                      | Ed Sheeran & Justin Bieber             | I Don’t Care Ed Sheeran, Justin Bieber, Max Martin, Shellback, Poo Bear, Fred Gibson                                                                                    | –                         |
| 14. Juni 2019 – 27. Juni 2019 2 Wochen | 2                                      | Einár                                  | Forsta klass | –                         |
| 28. Juni 2019 – 4. Juli 2019 1 Woche (insgesamt 4) | 4                                      | Ed Sheeran & Justin Bieber             | I Don’t Care Ed Sheeran, Justin Bieber, Max Martin, Shellback, Poo Bear, Fred Gibson                                                                                    | –                         |
| 5. Juli 2019 – 8. August 2019 5 Wochen | 5                                      | Shawn Mendes & Camila Cabello          | Señorita Shawn Mendes, Camila Cabello, Andrew Wotman, Benjamin Levin, Ali Tamposi, Charlotte Emma Aitchison, Jack Patterson, Magnus August Høiberg                      | –                         |
| 9. August 2019 – 29. August 2019 3 Wochen (insgesamt 9) | 9                                      | Tones and I                            | Dance Monkey Toni Watson | –                         |
| 30. August 2019 – 5. September 2019 1 Woche | 1                                      | Einár                                  | Ni vi skiner | –                         |
| 6. September 2019 – 12. September 2019 1 Woche (insgesamt 9) | 9                                      | Tones and I                            | Dance Monkey Toni Watson | –                         |
| 13. September 2019 – 17. Oktober 2019 5 Wochen | 5                                      | Dree Low                               | Pippi | –                         |
| 18. Oktober 2019 – 14. November 2019 4 Wochen (insgesamt 9) | 9                                      | Tones and I                            | Dance Monkey Toni Watson | –                         |
| 15. November 2019 – 12. Dezember 2019 4 Wochen | 4                                      | Miss Li                                | Lev nu dö sen | –                         |
| 13. Dezember 2019 – 19. Dezember 2019 1 Woche (insgesamt 9) | 9                                      | Tones and I                            | Dance Monkey Toni Watson | –                         |
| 20. Dezember 2019 – 26. Dezember 2019 1 Woche (insgesamt 2) | 2                                      | Yasin & Dree Low                       | XO | –                         |
| 27. Dezember 2019 – 2. Januar 2020 1 Woche (insgesamt 17) | 17                                     | Wham!                                  | Last Christmas George Michael | –                         |

## Alben
| ← 2018 ← | Liste der Nummer-eins-Hits in Schweden | Liste der Nummer-eins-Hits in Schweden | Liste der Nummer-eins-Hits in Schweden   | 2020 →                    |
| \| Zeitraum \| Wo. ges. \| Interpret \| Titel \| Zusätzliche Informationen \| \| (Zeitraum, Wochen auf Platz eins, Interpret, Titel, zusätzliche Informationen) \| \| \| \| \| \| ------------------------------------------------------------------------------ \| -------- \| --------------- \| ---------------------------------------- \| ------------------------- \| \| 28. Dezember 2018 – 3. Januar 2019 1 Woche (insgesamt 6) \| 6 \| Michael Bublé \| Christmas \| – \| \| 4. Januar 2019 – 10. Januar 2019 1 Woche (insgesamt 3) \| 3 \| Z.E \| Sverige vet \| – \| \| 11. Januar 2019 – 14. Februar 2019 5 Wochen \| 5 \| Ant Wan \| Wow \| – \| \| 15. Februar 2019 – 7. März 2019 3 Wochen (insgesamt 4) \| 4 \| Ariana Grande \| Thank U, Next \| – \| \| 8. März 2019 – 14. März 2019 1 Woche \| 1 \| In Flames \| I, the Mask \| – \| \| 15. März 2019 – 21. März 2019 1 Woche (insgesamt 4) \| 4 \| Ariana Grande \| Thank U, Next \| – \| \| 22. März 2019 – 28. März 2019 1 Woche \| 1 \| Mares \| Sunnanvind \| – \| \| 29. März 2019 – 4. April 2019 1 Woche \| 1 \| Weeping Willows \| After Us \| – \| \| 5. April 2019 – 23. Mai 2019 7 Wochen (insgesamt 7) \| 7 \| Billie Eilish \| When We All Fall Asleep, Where Do We Go? \| – \| \| 24. Mai 2019 – 13. Juni 2019 3 Wochen (insgesamt 4) \| 4 \| Hov1 \| Vindar på Mars \| – \| \| 14. Juni 2019 – 20. Juni 2019 1 Woche (insgesamt 2) \| 2 \| Avicii \| Tim \| – \| \| 21. Juni 2019 – 11. Juli 2019 3 Wochen (insgesamt 5) \| 5 \| Einár \| Första klass \| – \| \| 12. Juli 2019 – 18. Juli 2019 1 Woche \| 1 \| Lasse Stefanz \| Night Flight \| – \| \| 19. Juli 2019 – 25. Juli 2019 1 Woche \| 1 \| Ed Sheeran \| No.6 Collaborations Project \| – \| \| 26. Juli 2019 – 1. August 2019 1 Woche \| 1 \| Sabaton \| The Great War \| – \| \| 2. August 2019 – 8. August 2019 1 Woche (insgesamt 4) \| 4 \| Hov1 \| Vindar på Mars \| – \| \| 9. August 2019 – 15. August 2019 1 Woche (insgesamt 5) \| 5 \| Einár \| Första klass \| – \| \| 16. August 2019 – 22. August 2019 1 Woche (insgesamt 2) \| 2 \| Avicii \| Tim \| – \| \| 23. August 2019 – 29. August 2019 1 Woche (insgesamt 5) \| 5 \| Einár \| Första klass \| – \| \| 30. August 2019 – 5. September 2019 1 Woche \| 1 \| Taylor Swift \| Lover \| – \| \| 6. September 2019 – 12. September 2019 1 Woche (insgesamt 8) \| 8 \| Dree Low \| Flawless \| – \| \| 13. September 2019 – 26. September 2019 2 Wochen \| 2 \| Einár \| Nummer 1 \| – \| \| 27. September 2019 – 3. Oktober 2019 1 Woche (insgesamt 8) \| 8 \| Dree Low \| Flawless \| – \| \| 4. Oktober 2019 – 10. Oktober 2019 1 Woche \| 1 \| Lars Winnerbäck \| Eldtuppen \| – \| \| 11. Oktober 2019 – 17. Oktober 2019 1 Woche (insgesamt 8) \| 8 \| Dree Low \| Flawless \| – \| \| 18. Oktober 2019 – 24. Oktober 2019 1 Woche \| 1 \| Ghost \| Prequelle Exalted \| – \| \| 25. Oktober 2019 – 31. Oktober 2019 1 Woche (insgesamt 8) \| 8 \| Dree Low \| Flawless \| – \| \| 1. November 2019 – 7. November 2019 1 Woche \| 1 \| Veronica Maggio \| Fiender är tråkigt \| – \| \| 8. November 2019 – 28. November 2019 3 Wochen (insgesamt 8) \| 8 \| Dree Low \| Flawless \| – \| \| 29. November 2019 – 5. Dezember 2019 1 Woche \| 1 \| Ant Wan \| Kapitel 21 \| – \| \| 6. Dezember 2019 – 12. Dezember 2019 1 Woche \| 1 \| 1.Cuz \| 1 år \| – \| \| 13. Dezember 2019 – 19. Dezember 2019 1 Woche (insgesamt 8) \| 8 \| Dree Low \| Flawless \| – \| \| 20. Dezember 2019 – 26. Dezember 2019 1 Woche \| 1 \| Harry Styles \| Fine Line \| – \| \| 27. Dezember 2019 – 2. Januar 2020 1 Woche (insgesamt 6) \| 6 \| Michael Bublé \| Christmas \| – \| |                                        |                                        |                                          |                           |
| ← 2018 |                                        |                                        |                                          | → 2020 →                  |
| Zeitraum | Wo. ges.                               | Interpret                              | Titel                                    | Zusätzliche Informationen |
| (Zeitraum, Wochen auf Platz eins, Interpret, Titel, zusätzliche Informationen) |                                        |                                        |                                          |                           |
| 28. Dezember 2018 – 3. Januar 2019 1 Woche (insgesamt 6) | 6                                      | Michael Bublé                          | Christmas                                | –                         |
| 4. Januar 2019 – 10. Januar 2019 1 Woche (insgesamt 3) | 3                                      | Z.E                                    | Sverige vet                              | –                         |
| 11. Januar 2019 – 14. Februar 2019 5 Wochen | 5                                      | Ant Wan                                | Wow                                      | –                         |
| 15. Februar 2019 – 7. März 2019 3 Wochen (insgesamt 4) | 4                                      | Ariana Grande                          | Thank U, Next                            | –                         |
| 8. März 2019 – 14. März 2019 1 Woche | 1                                      | In Flames                              | I, the Mask                              | –                         |
| 15. März 2019 – 21. März 2019 1 Woche (insgesamt 4) | 4                                      | Ariana Grande                          | Thank U, Next                            | –                         |
| 22. März 2019 – 28. März 2019 1 Woche | 1                                      | Mares                                  | Sunnanvind                               | –                         |
| 29. März 2019 – 4. April 2019 1 Woche | 1                                      | Weeping Willows                        | After Us                                 | –                         |
| 5. April 2019 – 23. Mai 2019 7 Wochen (insgesamt 7) | 7                                      | Billie Eilish                          | When We All Fall Asleep, Where Do We Go? | –                         |
| 24. Mai 2019 – 13. Juni 2019 3 Wochen (insgesamt 4) | 4                                      | Hov1                                   | Vindar på Mars                           | –                         |
| 14. Juni 2019 – 20. Juni 2019 1 Woche (insgesamt 2) | 2                                      | Avicii                                 | Tim                                      | –                         |
| 21. Juni 2019 – 11. Juli 2019 3 Wochen (insgesamt 5) | 5                                      | Einár                                  | Första klass                             | –                         |
| 12. Juli 2019 – 18. Juli 2019 1 Woche | 1                                      | Lasse Stefanz                          | Night Flight                             | –                         |
| 19. Juli 2019 – 25. Juli 2019 1 Woche | 1                                      | Ed Sheeran                             | No.6 Collaborations Project              | –                         |
| 26. Juli 2019 – 1. August 2019 1 Woche | 1                                      | Sabaton                                | The Great War                            | –                         |
| 2. August 2019 – 8. August 2019 1 Woche (insgesamt 4) | 4                                      | Hov1                                   | Vindar på Mars                           | –                         |
| 9. August 2019 – 15. August 2019 1 Woche (insgesamt 5) | 5                                      | Einár                                  | Första klass                             | –                         |
| 16. August 2019 – 22. August 2019 1 Woche (insgesamt 2) | 2                                      | Avicii                                 | Tim                                      | –                         |
| 23. August 2019 – 29. August 2019 1 Woche (insgesamt 5) | 5                                      | Einár                                  | Första klass                             | –                         |
| 30. August 2019 – 5. September 2019 1 Woche | 1                                      | Taylor Swift                           | Lover                                    | –                         |
| 6. September 2019 – 12. September 2019 1 Woche (insgesamt 8) | 8                                      | Dree Low                               | Flawless                                 | –                         |
| 13. September 2019 – 26. September 2019 2 Wochen | 2                                      | Einár                                  | Nummer 1                                 | –                         |
| 27. September 2019 – 3. Oktober 2019 1 Woche (insgesamt 8) | 8                                      | Dree Low                               | Flawless                                 | –                         |
| 4. Oktober 2019 – 10. Oktober 2019 1 Woche | 1                                      | Lars Winnerbäck                        | Eldtuppen                                | –                         |
| 11. Oktober 2019 – 17. Oktober 2019 1 Woche (insgesamt 8) | 8                                      | Dree Low                               | Flawless                                 | –                         |
| 18. Oktober 2019 – 24. Oktober 2019 1 Woche | 1                                      | Ghost                                  | Prequelle Exalted                        | –                         |
| 25. Oktober 2019 – 31. Oktober 2019 1 Woche (insgesamt 8) | 8                                      | Dree Low                               | Flawless                                 | –                         |
| 1. November 2019 – 7. November 2019 1 Woche | 1                                      | Veronica Maggio                        | Fiender är tråkigt                       | –                         |
| 8. November 2019 – 28. November 2019 3 Wochen (insgesamt 8) | 8                                      | Dree Low                               | Flawless                                 | –                         |
| 29. November 2019 – 5. Dezember 2019 1 Woche | 1                                      | Ant Wan                                | Kapitel 21                               | –                         |
| 6. Dezember 2019 – 12. Dezember 2019 1 Woche | 1                                      | 1.Cuz                                  | 1 år                                     | –                         |
| 13. Dezember 2019 – 19. Dezember 2019 1 Woche (insgesamt 8) | 8                                      | Dree Low                               | Flawless                                 | –                         |
| 20. Dezember 2019 – 26. Dezember 2019 1 Woche | 1                                      | Harry Styles                           | Fine Line                                | –                         |
| 27. Dezember 2019 – 2. Januar 2020 1 Woche (insgesamt 6) | 6                                      | Michael Bublé                          | Christmas                                | –                         |